# Muzeum Thyssen-Bornemisza
Muzeum Narodowe Thyssen-Bornemisza (hiszp. Museo Nacional Thyssen-Bornemisza) – hiszpańskie muzeum sztuki mieszczące się w Madrycie, w Palacio de Villahermosa.
Zgromadzone są w nim obrazy z kolekcji barona Heinricha Thyssena-Bornemiszy i jego syna Hansa Heinricha Thyssena-Bornemiszy, między innymi dzieła Tycjana, Giovanniego Battisty Pittoniego, Francisca Goi, Vincenta van Gogha, Camille’a Pissarra (na przykład Matka Boska na uschniętym drzewie, Arlekin z lustrem, Toaleta Wenus).
W 2017 roku w uznaniu wkładu w kulturę Hiszpanii, Muzeum nadano tytuł Narodowego.